# Kyrylo Budanov
Kyrylo Oleksijovytj Budanov (ukrainska: Кирило Олексійович Буданов), född 4 januari 1986 i Kiev i Ukrainska SSR (nu Ukraina), är en ukrainsk underrättelseofficer. Han ersatte i augusti 2020 Vasyl Burba som chef för Ukrainas militära underrättelsetjänst.
Kyrylo Budanov utbildade sig på Militärakademien i Odessa och har därefter huvudsakligen arbetat inom Ukrainas militära underrättelsetjänsts specialstyrkor.